# Robert Weber
Robert Weber (født 25. november 1985 i Bregenz, Østrig) er en østrigsk håndboldspiller som spiller for HSG Nordhorn-Lingen og Østrigs herrehåndboldlandshold. Med 213 landskampe ligger Weber på tredjepladsen over flest kampe for the østrigske landshold og med 940 mål har han scoret anden flest mål.